# Tor di Valle

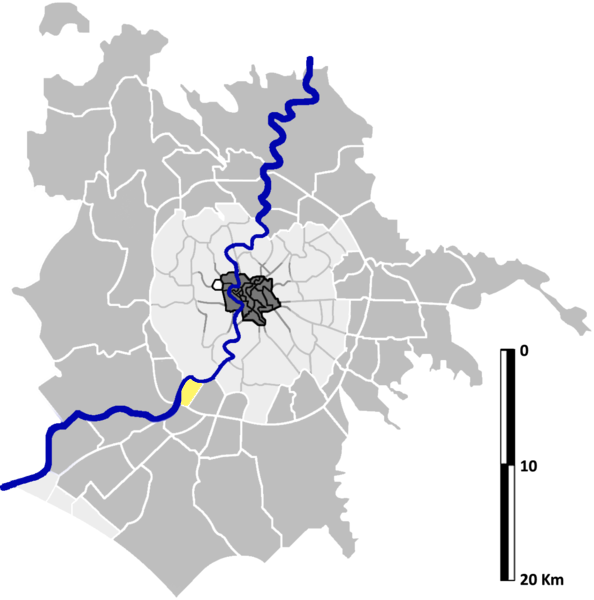
Lage von Tor di Valle in Rom

Tor di Valle bezeichnet die 39. Zone, abgekürzt als Z.XXXIX, der italienischen Hauptstadt Rom. Im Gegensatz zu den Rioni, Quartieri und Suburbi sind es die ländlicheren Gebiete von Rom. Sie gehört zum Municipio IX und zählt 15 Einwohner (2016). Sie befindet sich im Südwesten der Stadt innerhalb der römischen Ringautobahn A90 und hat eine Fläche von 2,87 km².
Der Name leitet sich vom Turm eines Bauernhauses namens Turris della Vallora ab. Vallora waren die Wiesen in den Flussschleifen des Tibers.
In Tor di Valle liegt die ehemalige gleichnamige Pferderennbahn Tor di Valle. Geplant ist, hier das neue Stadion des AS Rom zu errichten.

## Geschichte
Tor di Valle wurde am 13. September 1961 durch Beschluss des Commissario Straordinario gegründet. Damals wurde der Ager Romanus in 59 Zonen geteilt, denen eine römische Zahl zugeteilt und ein Z vorgestellt wurde. Davon wurden sechs an die neugegründete Gemeinde Fiumicino komplett ausgegliedert und drei weitere teilweise.

## Sehenswürdigkeit
- Sacro Cuore di Gesù agonizzante a Vitinia